# 司徒夢岩
司徒梦岩（1888年—1954年），男，祖籍广东开平，生于上海，中国小提琴演奏家、小提琴制作人，是中国最早接触小提琴等西洋乐器的人。

## 家庭
儿子司徒华城，女儿司徒志文。